# Теодосий Зограф
Теодосий Зограф е български възрожденски майстор зограф от XIX век, предвестник на светската живопис.

## Биография

### Картина в „Успение Богородично“ в Щип
Роден е в град Велес, тогава в Османската империя, днес в Северна Македония. Единственото подписано негово дело е една оригинална картина на платно (73 Х 63 cm), посветена на църквата „Успение Богородично“ в щипската махала Ново село. Картината се пази в новата църква. На нея Теодосий Зограф е изписал дълъг надпис, който показва подтика на художника да рисува, годината и името на майстора. Надписът е ценен и като езиков материал, а картината представлява и етнографски интерес с изобразяването на старото велешко облекло.
| „ | Знамение новое чудо Прстыѧ Бдцы како естъ скоро помощница / азъ грѣшны Ѳеодосиѧ образомъ сыи зографъ: в лѣто ѿ Хта, 1813, / вотова време работихъ на црква Ново селска и имахъ домъ у Велесъ и едно де / те това що лежи имене Илиѧ: беше ми болно: пратихъ за него имаикаму донесего / ради даго лекуеме: и нищо лекъ не поможе: и прїиде време дете даумре и ма / икаму го принесе предъ врата церковна изе даплаче: иазъ рекохъ жено види какое / Бца избавила цара ѿ море: она може и намъ да поможе: и поклонихме се ѡ чудесе Престыѧ оживе детето и посака да ѧде ипотом оздраве самото отроче егда возрастъ 15 лѣтъ прїиде и поклониѧ во сты храмъ. Знамение на новото чудо на Пресветата Богородица, която е Скоропомощница. Аз грешен Теодосий на този образ зограф в лето от Христа 1813. В това време работих на църквата новоселска и имах дом у Велес и едно дете, това що лежи по име Илия. Беше ми болно. Пратих за него и майка му го донесе да го лекуваме. И никой лек не помогна. И дойде време детето да умре и майка му го принесе пред вратата църковна и взе да плаче. И аз рекох „Жено, виж както Богородица избавила царя от морето, тя може и нам да помогне.“ И се поклонихме, о чудо, Пресветата оживи детето и поиска да яде и после оздравя самото отроче. Когато беше на възраст 15 години дойде и се поклони в светия храм. | “ |

В сцената, описваща драматично семейно събитие, с щастлив край са изписани самият Теодосий, синът му, жена му, един цар и Богородица пред църква. Теодосий е вляво, облечен в късо бяло кожухче, поръбено с тъмни кожи, обърнал, глава към съпругата си, с благи черти на лицето, молитвено изражение и дълги коси. Съпругата му е до него забладена с бяла кърпа и облечена дълъг кафяв кожух и червена сая, украсена с бели черти под нея. В краката на двойката е болното пеленаче. Теодосий сочи с лявата си ръка към картина на стената на храма, изобразяваща потъващ в морето цар, над който е надвесена спасяващата го Богородица. В другия край е изписано отново детето вече като 15-годишен юноша в празнични дрехи – с дълъг до стъпалата кожух, носещо свитък с текст „и принесе образъ свидѣтелства“.
Възрастта на детето към времето на изцелението е неизвестна и съответно картината е изпълнена най-късно в 1828 година.
Според Асен Василиев сцената е изпълнена с много чувство и има приятни, меки и благородни тонове. Теодосий е бил много добър опитен зограф, съдейки по чистите му и сигурни линии и убедителните изрази на лицата.

### Други дела
Северномакедонската изкуствоведка Виктория Поповска-Коробар е идентифицирала още дела на Теодосий. Иконите на Теодосий запазват артистичните характеристики на картината му: хармонична композиция с лица напомнящи семейни портрети. Без разлика на пол и възраст челата на лицата са високи, ушите са специфично клепнали, предадени с двойно пречупени линии, очите са с формата на бадем и имат тъмни долни и светли горни клепачи, носовете са издължени и винаги са разположени на една страна над малки плътни устни. Третирането на фигурите в пространството, на телесните жестове и анатомичните детайли има тенденция към грациозност. Според Поповска-Коробар Теодосий вероятно е повлиян от самоковския майстор Димитър Христов. С времето стилът на зографа се променя, поради предизвикателствата на времето или разширяване на зографската работилница. Годината рядко се изписва.
Теодосий е автор на част от стария иконостас на църквата „Успение Богородично“ в Ново село – двете вратни икони на протезиса, изобразяващи Христос Добрия пастир на южната част и Архангел Михаил на северната. Също така тя атрибутира на Теодосий над 12 икони от старата църква, изложени в женската църква на новата. Всички те са малки и са били иконостасни или целувателни икони. Според Поповска-Коробар на Теодосий Зограф са и над 20 икони – царски, празнични, апостолски или на отделни светци – от Щипската галерия за икони в църквата „Свети Никола“.
Дело на Теодосий е икона в старата църква „Свети Архангел Михаил“ в Ягодина, която е подписана „от ръката на Теодосий в 1824“.
Четири царски икони от старата църква „Свети Георги“ в Кочани изглежда също са дело на Теодосий Зограф, като същевременно носят белезите на ранните дела на самоковските майстори. Църквата е построена в 1809 или 1814 година. На две негови икони от иконостаса на „Свети Спас“ във Велес има датировка 1818 и 1819 година и иконите показват леки промени: засилена украса, блестящи лъчи във фона, картуши с ангели, дрехи с пищна растителна позлатена бродерия, тънки черни и бели карирани бордюри. Зографът среща трудности с големите размери и с пропорционалното представяне на телесните части.
- Икона от „Свети Георги“ в Кочани, около 1814 – 1820 г.
- Икона от „Свети Спас“ във Велес, 1818 г.

Дела на Теодосий се срещат и в Сърбия и вероятно зографът живее в княжеството известно време, тъй като могат да му бъдат приписани и стенописи. В нишката църква „Свети Архангели“, чиито царски икони са дело на светогорска работилница от 1815 година, Теодосий е автор на повечето икони на горната част на иконостаса и Светия кръст с Разпятието. Датировката им е в началото на 30-те години. В стария манастир „Свети Роман“ в Ражан Теодосий е автор на късните стенописи. В протезиса е изписана сцената Сретение Господне с датировка 1827. Почеркът е същият калиграфски почерк от картината в Ново село с типичните л, м и р. Вероятно по същото време той изписва горните слоеве на южната конха на наоса.
В началото на 30-те години е пиковия период за Теодосий. Оттогава са иконите на иконостаса на църквата „Света Петка“ в Галичник – царските икони, вторият горен ред с Големия Дейсис, Честния кръст с Разпятието и иконата на Свети Димитър на кон. Лицата, които в по-ранните периоди излъчват доброта, са сковани, тъй като са безупречно изписани с бледа боя и сиви отсенъци и големите им очи с нова форма имат замръзнал поглед.
Теодосий вероятно продължава да работи, вероятно със сина си Илия. Може би общ проект са стенописите на северната стена и иконостасните икони в църквата „Свети Никола“ в Башино село. Дело на същата работилница е царската икона на Света Богородица от църквата „Свети Никола“ в Градня, Сърбия.
Изкуството на Теодосий Зограф е повлияно от Самоковската школа, от Светогорската, както и от местни традиции.